# Troskowo
Troskowo (bułg. Тросково) – wieś w południowo-zachodniej Bułgarii, w obwodzie Błagojewgrad, w gminie Simitli. Według danych Narodowego Instytutu Statystycznego, 31 grudnia 2011 roku wieś liczyła 28 mieszkańców.

## Historia
W 1891 roku Georgi Strezow napisał o wsi: 

Troskowo, wieś pięć godzin na południe od Dżumai. Jedna cerkiew i monaster Świętego Archanioła. Rodowej szkoły nie ma, duchowni zbierają kilku chłopców i uczą ich czytania słowiańskiego. Sto czterdzieści domów, Bułgarzy, uprawiający wino.

## Osoby związane z Troskowem
- Serafim Riłski – ksiądz
- Nikoła Stamenow – ksiądz